# Сергієвське сільське поселення (Первомайський район)
Сергі́євське сільське поселення (рос. Сергеевское сельское поселение) — сільське поселення у складі Первомайського району Томської області Росії.
Адміністративний центр — село Сергієво.
Населення сільського поселення становить 2061 особа (2019; 2357 у 2010, 2734 у 2002).
Станом на 2002 рік існували Єжинська сільська рада (село Єжі, селище Зарічний, присілки Петровськ, Успенка) та Сергієвська сільська рада (село Сергієво, присілки Вознесенка, Рождественка, Сахалінка, Царицинка, селища Сахалінка, Узень).

## Склад
До складу сільського поселення входять:
| Населений пункт        | Населення, осіб (2002) | Населення, осіб (2010) |
| ---------------------- | ---------------------- | ---------------------- |
| Вознесенка, присілок   | 211                    | 193                    |
| Єжі, село              | 490                    | 386                    |
| Зарічний, селище       | 26                     | 4                      |
| Петровськ, присілок    | 57                     | 34                     |
| Рождественка, присілок | 129                    | 95                     |
| Сахалінка, присілок    | 219                    | 160                    |
| Сахалінка, селище      | 89                     | 72                     |
| Сергієво, село         | 902                    | 834                    |
| Узень, селище          | 213                    | 217                    |
| Успенка, присілок      | 327                    | 299                    |
| Царицинка, присілок    | 71                     | 63                     |